# 豪普特卡納爾施泰克拉德河
51°30′53.1″N 6°48′57″E / 51.514750°N 6.81583°E
豪普特卡納爾施泰克拉德河（德語：Hauptkanal Sterkrade），是德國的河流，位於該國西部，處於北萊茵-威斯特法倫州，屬於漢德巴赫河的支流，河道全長5.4公里，流域面積23.5平方公里。